# Nadezhdiella cantori
Nadezhdiella cantori là một loài bọ cánh cứng trong họ Cerambycidae.